# Turniej o Łańcuch Herbowy Miasta Ostrowa Wielkopolskiego 2020
Turniej o Łańcuch Herbowy Miasta Ostrowa Wielkopolskiego 2020 – 68. edycja turnieju żużlowego, który odbył się 25 października 2020 roku w Ostrowie Wielkopolskim. Turniej wygrał Sebastian Szostak.

## Wyniki
- Ostrów Wielkopolski, 25 października 2020
- NCD: Kacper Pludra – 68,58 w wyścigu 10
- Sędzia: Artur Kuśmierz

| Msc. | Zawodnik          | Klub         | Pkt  |               |  |
| ---- | ----------------- | ------------ | ---- | ------------- |  |
| 1    | Sebastian Szostak | Ostrów Wlkp. | 14   | (3,3,3,3,2)   |  |
| 2    | Jakub Krawczyk    | Ostrów Wlkp. | 12+3 | (3,2,3,1,3)   |  |
| 3    | Kacper Grzelak    | Ostrów Wlkp. | 12+2 | (3,2,2,2,3)   |  |
| 4    | Fabian Ragus      | Zielona Góra | 11   | (2,2,2,3,2)   |  |
| 5    | Kacper Pludra     | Leszno       | 10   | (u,1,3,3,3)   |  |
| 6    | Jakub Osyczka     | Zielona Góra | 9    | (1,3,2,2,1)   |  |
| 7    | Mikołaj Czapla    | Gniezno      | 8    | (1,1,2,2,2)   |  |
| 8    | Kamil Pytlewski   | Gorzów Wlkp. | 8    | (2,1,1,2,2)   |  |
| 9    | Marcel Krzykowski | Opole        | 7    | (2,0,1,1,3)   |  |
| 10   | Nikodem Bartoch   | Bydgoszcz    | 7    | (2,3,1,d,1)   |  |
| 11   | Nile Tufft        | Zielona Góra | 6    | (3,3,u/-,-,-) |  |
| 12   | Hubert Ścibak     | Leszno       | 5    | (w,2,3,0,0)   |  |
| 13   | Jakub Poczta      | Ostrów Wlkp. | 4    | (w,0,0,3,1)   |  |
| 14   | Kacper M. Grzelak | Gniezno      | 4    | (1,1,0,1,1)   |  |
| 15   | Dawid Kołodziej   | Opole        | 2    | (1,0,0,1,0)   |  |
| 16   | Łukasz Szczęsny   | Opole        | 0    | (0,0,w,u,0)   |  |

Bieg po biegu
1. [68,84] Szostak, Ragus, Czapla, Pludra (u2)
2. [68,87] K. Grzelak, Pytlewski, Kołodziej, Ścibak (w/2min)
3. [69,36] Krawczyk, Krzykowski, Osyczka, Szczęsny
4. [70,01] Tufft, Bartoch, K.M. Grzelak, Poczta (w/su)
5. [70,09] Szostak, K. Grzelak, K.M. Grzelak, Szczęsny
6. [69,66] Tufft, Krawczyk, Pludra, Kołodziej
7. [68,95] Osyczka, Ragus, Pytlewski, Poczta
8. [69,69] Bartoch, Ścibak, Czapla, Krzykowski
9. [69,17] Szostak, Osyczka, Bartoch, Kołodziej
10. [68,58] Pludra, K. Grzelak, Krzykowski, Poczta
11. [70,08] Ścibak, Ragus, Tufft (u/ns), Szczęsny (w/u)
12. [68,80] Krawczyk, Czapla, Pytlewski, K.M. Grzelak
13. [69,35] Szostak, Pytlewski, Krzykowski, Tufft (ns)
14. [69,79] Pludra, Osyczka, K.M. Grzelak, Ścibak
15. [70,07] Ragus, K. Grzelak, Krawczyk, Bartoch (d/st)
16. [69,81] Poczta, Czapla, Kołodziej, Szczęsny (u4)
17. [70,70] Krawczyk, Szostak, Poczta, Ścibak
18. [70,52] Pludra, Pytlewski, Bartoch, Szczęsny
19. [71,06] Krzykowski, Ragus, K.M. Grzelak, Kołodziej
20. [70,62] K. Grzelak, Czapla, Osyczka, Tufft (ns)

### Bieg dodatkowy o 2. miejsce
1. [69,66] Krawczyk, K. Grzelak